# 安房峠道路

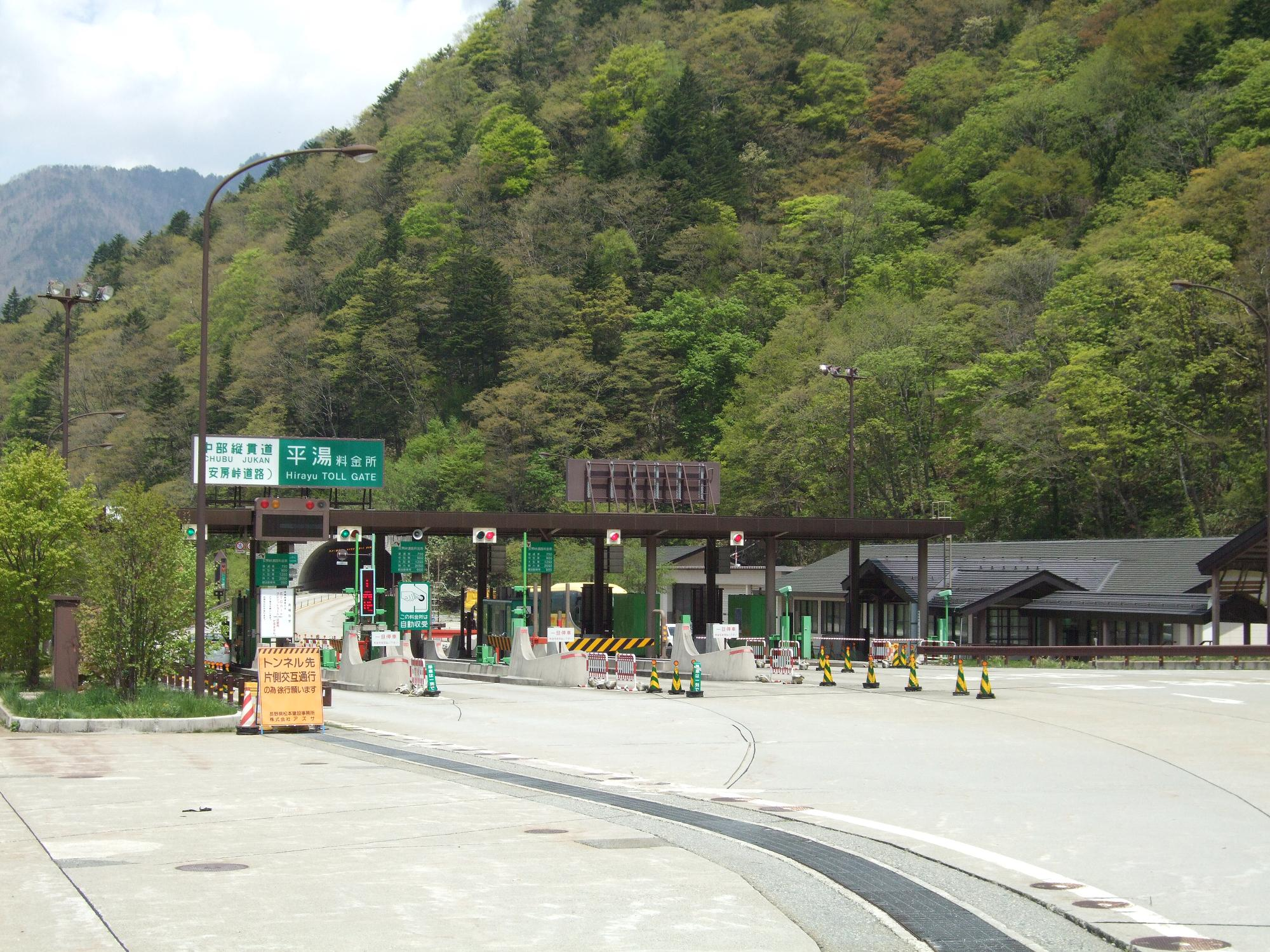
安房峠道路 平湯收費站（2008年攝影）

安房峠道路（日语：／ Abōtōge dōro */?）是日本高規格幹線道路中部縱貫自動車道中（國道158號），長野與岐阜縣境之安房峠下的短絡快速道路。
大半區間於安房隧道與湯平隧道內。由中日本高速公路以一般收費道路方式管理。

## 概要
- 起點 : 岐阜縣高山市奧飛驒溫泉鄉平湯
- 終點 : 長野縣松本市安曇中湯
- 全長 : 5.6公里
- 規格（日语：道路構造令） : 第1種第3級
- 設計速度 : 80 km/h
- 車線 : 暫定2車道
- 還款完成日期 : 2037年12月5日

穿過北阿爾卑斯連結岐阜縣與長野縣的少數道路，國道158號安房峠段因大型車通行困難，安房峠道路開通以前走現道在觀光客多的時期需要花上5小時以上（長至8小時），冬季積雪時更難於通行，而現在穿過安房峠只需5分鐘。
日本道路公團民營化後交由中日本高速公路管理。

### 沿革
- 1989年 : 高規格幹線道路中部縦貫自動車道部份。
- 1992年11月 : 湯平隧道貫通。
- 1995年4月 : 安房隧道貫通。
- 1997年12月6日 : 開始使用。
- 2010年4月1日 : ETC對應開始。
- 2010年6月28日 : 無料化社會實驗開始。

## 出入口
- IC編號欄背景色■是巳使用區間、設施名欄背景色■為未完成。

| IC編號 | 設施名 | 接續路線名           | 起點起 (km) | 備考 | 所在地 | 所在地 |
| ------ | ------ | -------------------- | ----------- | ---- | ------ | ------ |
| -      | 中湯IC | 國道158號            | 0.0         |      | 長野縣 | 松本市 |
| -      | 平湯IC | 國道471號、國道158號 | 5.6         |      | 岐阜縣 | 高山市 |

## 安房隧道

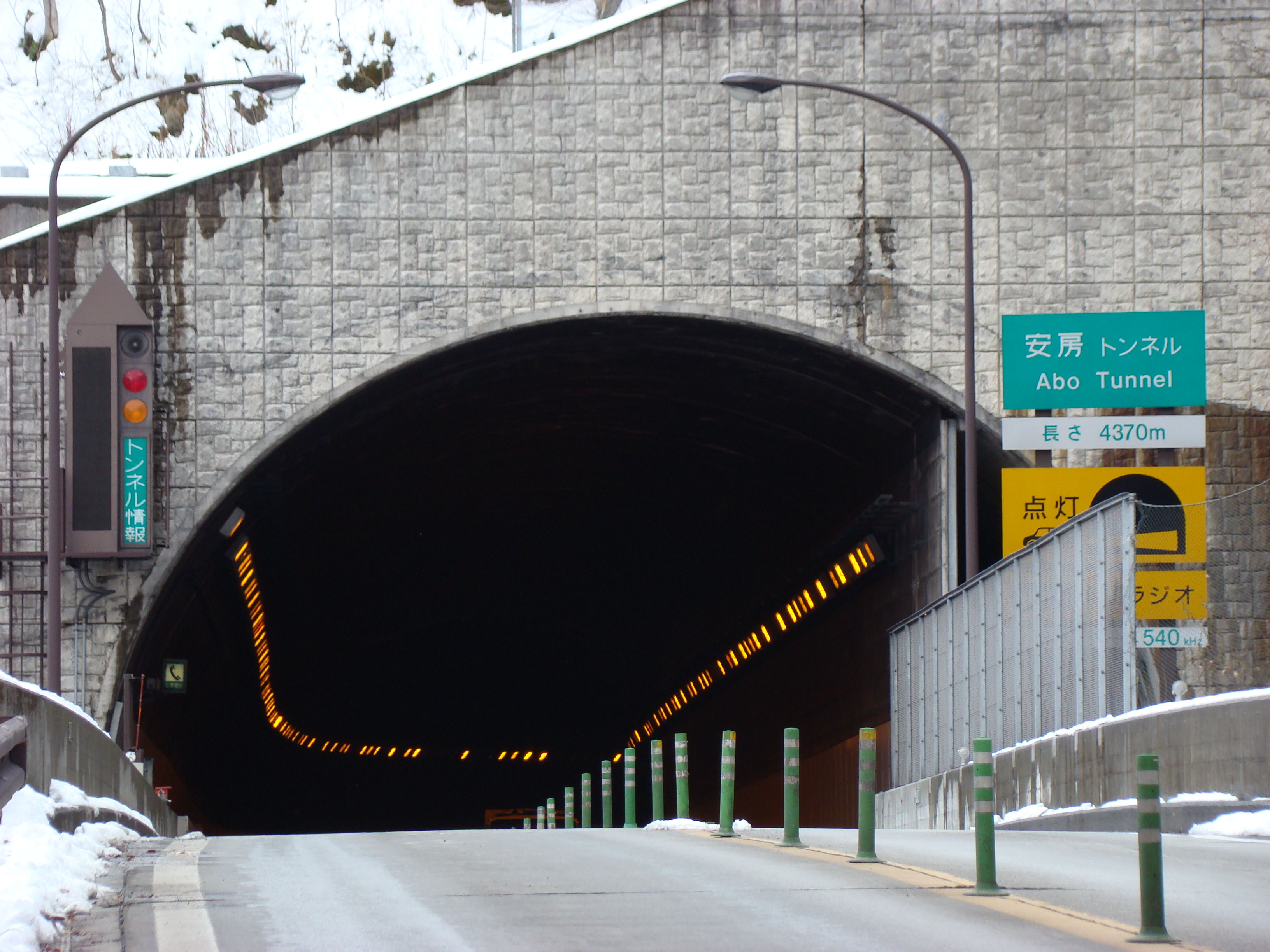
安房隧道（中湯IC側）

安房隧道位於中部縦貫自動車道之中湯IC與平湯IC間、連結長野縣松本市（舊南安曇郡安曇村）與岐阜縣高山市（舊吉城郡上寶村）間全長4,370m的自動車専用隧道。
國道158號在安房峠正下通過。設有深450m的換氣縱坑往安房峠排氣。

### 历史
- 1964年（昭和39年） : 現地調査實施
- 1967年（昭和42年） : 調査開始
- 1980年（昭和55年） : 長野縣側調査坑掘削開始
- 1983年（昭和58年） : 岐阜縣側調査坑掘削開始
- 1989年（平成元年） : 岐阜縣側本坑掘削開始
- 1990年（平成2年） : 長野縣側本坑掘削開始
- 1991年（平成3年） : 調査坑貫通
- 1995年（平成7年）2月11日 : 水蒸氣爆發事故發生（4人死亡）
- 1995年 : 本坑貫通
- 1995年 : 換氣縱坑貫通
- 1997年（平成9年）12月6日 : 中湯IC-平湯IC間開通

## 交通量
平日24時間交通量（平成17年度道路交通調查）
- 長野縣・岐阜縣境-平湯IC : 3,171
- 松本市中之湯 : 2,461